# Gruinard Island
Gruinard Island (/⁠ˈɡɾɪnjəɾd⁠/) ist eine Insel, die etwa einen Kilometer vor der Nordwestküste des schottischen Festlands im Atlantischen Ozean liegt. Der lange unbewohnte Ort, der manchmal als „Anthrax-Insel“ bezeichnet wird, wurde im Zweiten Weltkrieg für Biowaffen-Experimente mit Anthrax für die biologische Kriegsführung genutzt. Seit 1990 gilt die Insel offiziell als Anthrax-frei.
Gruinard Island erstreckt sich etwa zwei Kilometer in Nord-Süd- und einen Kilometer in Ost-West-Richtung (größte Ausdehnung). Die Insel liegt in der Nähe der Summer Isles, auf halbem Weg zwischen Gairloch und Ullapool.

## Geschichte
Bekanntheit erlangte die Insel durch Versuche mit Milzbranderregern (Operation Vegetarian), die im Auftrag des britischen Kriegsministeriums während des Zweiten Weltkrieges durchgeführt wurden. Dabei setzte man von Juli 1942 bis August 1943 insgesamt etwa 80 Schafe dem Erreger aus, an dem sie verendeten.
Nach Abschluss der Versuche wurde festgestellt, dass die Sporen des Krankheitserregers in den Boden eingedrungen waren und diesen dauerhaft verseucht hatten. Die Insel wurde in der Folge zum Sperrgebiet erklärt. Jährlich wurden Bodenproben entnommen, deren Untersuchung jedoch keine wesentliche Abnahme der Kontaminierung ergab. Erst ab 1978 wurden Studien zur Entseuchung der Insel durchgeführt.
Auf Druck der Öffentlichkeit hin wurde 1986 mit der Dekontaminierung begonnen. Nachdem die Vegetation an den verseuchten Stellen mit Herbiziden vernichtet und abgebrannt worden war, wurden insgesamt 280 Tonnen Formaldehyd, gelöst in 2000 Tonnen Meerwasser, über einen Zeitraum von drei Monaten (Juni bis August 1986) in den Boden eingeleitet. Einige isolierte Stellen wurden im Juli 1987 nachbehandelt. Die darauf folgenden Untersuchungen bestätigten offiziell den Erfolg der Entseuchung; eine anschließend auf die Insel verbrachte Schafherde blieb gesund. Allerdings gibt es auch Stimmen, die an der vollständigen Vernichtung des Milzbranderregers zweifeln.
In einer medienwirksamen Zeremonie wurde die Insel am 24. April 1990 von einem Vertreter des britischen Verteidigungsministeriums für wieder bewohnbar erklärt und am 1. Mai desselben Jahres den Erben der ursprünglichen Eigentümer zurückgegeben.
Am Abend des 19. März 2022 ging die Insel Gruinard von einem bis zum anderen Ende in Flammen auf. Augenzeugen sprachen von einem „Höllenfeuer“: Fotos und Videos des Brandes zeigten eine anscheinend geschlossene Flammenwand, die sich über das gesamte Eiland zog, und eine hohe Rauchwolke. Ob der Brand natürlich entstand oder gelegt wurde, blieb unklar.